# 仮説上の天体
仮説上の天体（かせつじょうのてんたい）では、学問上の仮説として存在が提唱され、後に存在が否定されたか、存在が確認されていない天体について記述する。
インド占星術など、科学ではないが占星術や神秘学などでの仮説上の惑星についてもこの項目で解説している。
フィクション作品に登場する架空の天体についてはCategory:架空の天体を参照のこと。

## 天文学上の仮説

### 太陽系の惑星

#### バルカン
バルカン仮説は、水星より内側にも惑星が存在するのではないかという説。もともと海王星は、天王星の外側に惑星がないと天王星の軌道のずれが説明できないため、存在の仮説が立てられて発見に至ったが、同じように水星にも軌道のずれがあったため、水星の内側にも惑星が存在するのではないかという仮説がユルバン・ルヴェリエによって立てられた。
後に存在しないことがわかり、水星の軌道のずれもアインシュタインの相対性理論にて説明付けられた。
1つの惑星ではなく、新たな小惑星帯バルカノイド (Vulcanoids) が存在するという仮説もある。
バルカンの名称はローマ神話のウゥルカーヌスに由来する。

#### 惑星X

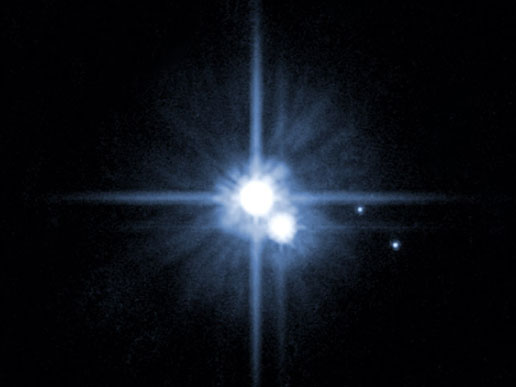
「惑星X」だと思われた冥王星

惑星X仮説は、海王星や冥王星の外側にもさらに惑星が存在するという説。第9番惑星（超海王星）として、あるいは冥王星の発見から惑星除外までは第10番惑星（超冥王星）として探索が行われてきた。
もともと海王星は、天王星の外側に惑星がないと天王星の軌道のずれが説明できないため、存在の仮説が立てられて発見に至ったが、天王星と海王星にもさらにそれだけでは説明できない軌道のずれがあったため、パーシヴァル・ローウェルらによってさらに外側に大型の惑星が存在するのではという仮説が立てられた（海王星の軌道がティティウス・ボーデの法則の7の位置（第9番惑星の位置）に当たらなかったためでもある）。
1930年に冥王星が発見されると、惑星Xの探索は決着がついたと思われた。しかし、その後の観測が進むにつれ、冥王星の質量は海王星軌道に影響を及ぼすにはまったく足りないことが明らかになり、探索は振り出しに戻った。
現在では仮説の前提であった天王星や海王星の質量が推定より小さかった事が判明し、このような意味における惑星の存在は否定された。一方、エッジワース・カイパーベルトの外側に極端な楕円軌道を持つ外縁天体（散乱円盤天体）が存在する理由を説明するために改めて惑星X仮説が取り上げられるようになり、2008年には神戸大学のグループがその軌道の理論的予測を発表した。

### 太陽系の衛星

#### 水星の衛星
1974年、マリナー10号が水星フライバイ中に極端な紫外線の放射を観測した。これは未知の衛星によるものではないかと考えられたが、すぐに水星の背後にあった恒星のコップ座31番星に由来することが判明した。

#### 金星の衛星
17世紀から19世紀にかけて金星の衛星が度々観測され、エジプト神話のネイトからネイト (Neith) と名づけられた。その存在について長年議論が続いていたが、最終的には否定された。

#### 地球の衛星
1846年、フランストゥールーズ天文台のフレデリック・プティ は、複数の流星の軌道を研究した結果、地球の衛星軌道（近地点高度11.4km、遠地点高度3570km、公転周期2時間44分）に乗っている流星を発見したが、軌道決定の不確実さなどから疑問視された。この衛星を、ドイツ語で「小さな欠片」という意味のクラインヒェン (Kleinchen) と呼ぶ者もいる。ジュール・ヴェルヌのSF小説『月世界へ行く』（『月世界旅行』後編）にはこの衛星（軌道要素はやや異なる）がプティの名と共に登場する。
1898年、ハンブルクのヴァルテマット (Georg Waltemath) は、月の軌道の揺らぎから、地球からの距離103万km、直径700km、公転周期119日、会合周期177日の第2の衛星を仮定し、その衛星の太陽面通過を予言した。そして、予言どおり太陽面通過を観測したと主張し、さらにその年のうちに、第3の衛星を予言した。しかし、太陽面通過だとされた現象は実際は黒点であった。700kmもの大きさがあるなら簡単に観測できるはずだが、直接観測がまったくなされないことからも、この衛星の存在は否定された。科学では否定されたが占星術の立場から1918年、占星学者セファリアル (Sepharial) は、この衛星は実在するが真っ黒だから観測できないのだとして、リリス (Lilith) と名づけた。ダークムーン (dark moon) と呼ぶ者もいる。
1950年代から70年代にかけて地球と月のトロヤ点にコーディレフスキー雲 (Kordylewski cloud) が観測されたといわれる。その後は観測例がほとんどないため、実在を疑われている（実在するとしても観測は極めて難しいと考えられている）。

#### 火星の衛星
ガリレオは、1610年の土星の輪に関する発見をアナグラムで発表した（誤報の危険を避けつつ先取権を確保するため、当時はよく行われていた手段である）。ケプラーはこのアナグラムを誤って解読し、「ガリレオは火星の衛星を発見した」と誤解した。
1643年、カプチン修道会のスキルレウス (Schyrleus) は火星に複数の衛星を発見したと主張した。なお彼は同じ年に木星にも衛星を「発見」している。
1747年、ドイツのキンダーマン (Kindermann) が、火星に1つの衛星を（1744年に）発見したと主張した。公転周期は59時間50分6秒とされた。

#### 小惑星の衛星
1978年、小惑星エルクリーナが恒星 SAO 120774 を掩蔽したとき、掩蔽の前後にも減光が観測された。ローウェル天文台のボーエルらは、複数地点での観測をもとに、エルクリーナに衛星が存在することを示した。しかし、それ以降のさまざまな観測でも衛星は発見されていない。
1979年、アリゾナ大学のテデスコは、小惑星パレス、小惑星オフィーリア、小惑星ニサの光度曲線が食変光星に似ていることから、これらは巨大な衛星を持つ二重小惑星だという仮説を立てた。
1979年から1980年にかけ、紫金山天文台の王思潮らは、小惑星メティスの写真にコブのようなでっぱりを発見し、衛星であるとした。
なお、初めて公式に発見が認められた小惑星の衛星は、1993年に探査機ガリレオが発見した、小惑星イダの衛星ダクティルである。

#### 木星の衛星
1643年、カプチン修道会のスキルレウス (Schyrleus) は、木星に5つの（ガリレオ衛星に次ぐ5～9番目の）衛星を発見したと主張し、ウルバヌス八世の星々と名づけた。なお彼は同じ年に火星にも衛星を「発見」している。
1975年、コワルらはテミストを発見したが軌道を見失い、2000年にシェパードらが再発見するまで、未確認の第14番衛星とされていた。

#### 土星の衛星

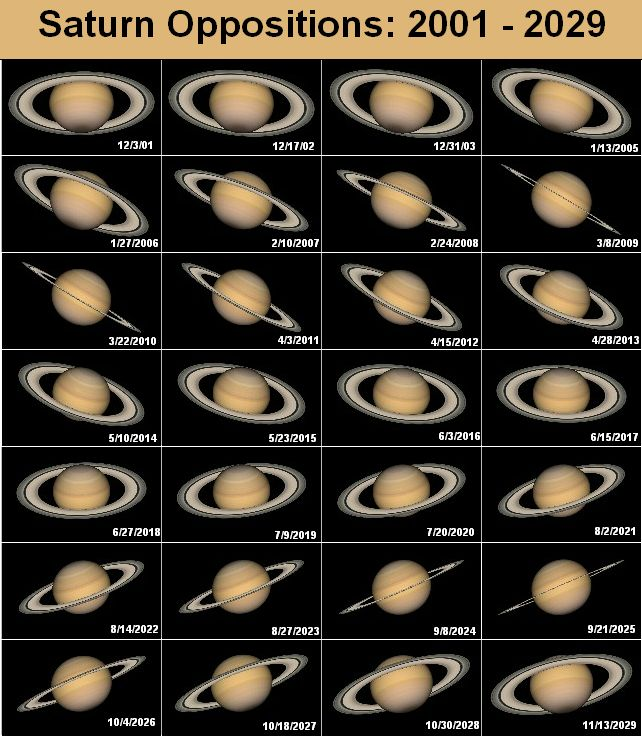
さまざまな角度からの土星の輪

1610年、ガリレオは、土星の環を土星の左右に並ぶ2つの衛星だと誤認した。1616年の観測では、観測条件がよかった（地球から見た土星の傾きが大きくなった）ため、衛星でないことが確認された。ただし、ガリレオは環を「取っ手」と表現し、最後までリングだとは気づかなかった。
1861年、ゴルトシュミットはタイタンとヒペリオンの間に第9衛星を発見したと発表し、ギリシャ神話のケイローンからキロン (Chiron) と名づけた。しかしキロンは再観測されず、1898年にピッカリングが発見したフェーベが第9衛星となった。
1904年、ピッカリングはタイタンとヒペリオンの間（ゴルトシュミットのキロンと似ているが具体的な軌道は大きく異なる）に第10衛星を発見し、ギリシャ神話のテミスからテミス (Themis) と名づけた。テミスもまた再観測されることはなかったが、1960年ごろまでは天文年鑑に掲載されていた。しかしついに、1966年に発見されたヤヌスが第10衛星とされた。

#### 天王星の衛星
1798年、ハーシェルは11年前のチタニア・オベロンに続き、4つの衛星を発見したと発表したが、19世紀半ば以降に恒星の誤認とする見方が確立した。

#### 外縁天体の衛星
2003年、発見当初のセドナは非常に長い自転周期を持つとされ、自転を減速するほど大きな潮汐力を及ぼす大型衛星の存在が推測されたが、その後の観測により否定され、自転周期も標準的なものと判明した。

### 太陽系外縁天体

#### セドナの同類
小惑星セドナは、軌道長半径500天文単位という他に例のない長大な軌道を持っているが、たまたま今は近日点近くにおり、またかなり大きいため、発見することができた。
セドナと似た軌道の、しかし、セドナほど観測条件が良くなく未発見の天体が他にも多数ある可能性がある。それらは、内オールトの雲 (inner Oort Cloud)、E-SDO (Extended Scattered Disc Objects)、DDO (Distant Detached Objects) などと呼ばれている。

#### オールトの雲

オールトの雲（想像図）

オランダの天文学者ヤン・オールトは長周期彗星や非周期彗星の起源としてオールトの雲という太陽系を球殻状に取り巻いていると考えられる仮想的な天体群の存在を主張している。2007年において確認されている太陽系天体の中で、オールトの雲に属すると推測される天体は長周期彗星や非周期彗星（前者を後者に含めることもある）のみである。詳細は非周期彗星の一覧を参照。

#### テュケー
アメリカ合衆国の天文学者のジョン・マティスらが提唱する仮説上の天体で、太陽からおおよそ15,000天文単位のところにあり、大体180万年ぐらいの周期で太陽を周回しているとされ、テュケーなる名前がついている。木星の4倍ほどの質量があると見込まれている。長周期彗星の軌道を調べた上での仮説である。広域赤外線探査衛星 (WISE) による全天観測の結果、2014年に存在しないとの報告がなされている。

#### 伴星ネメシス

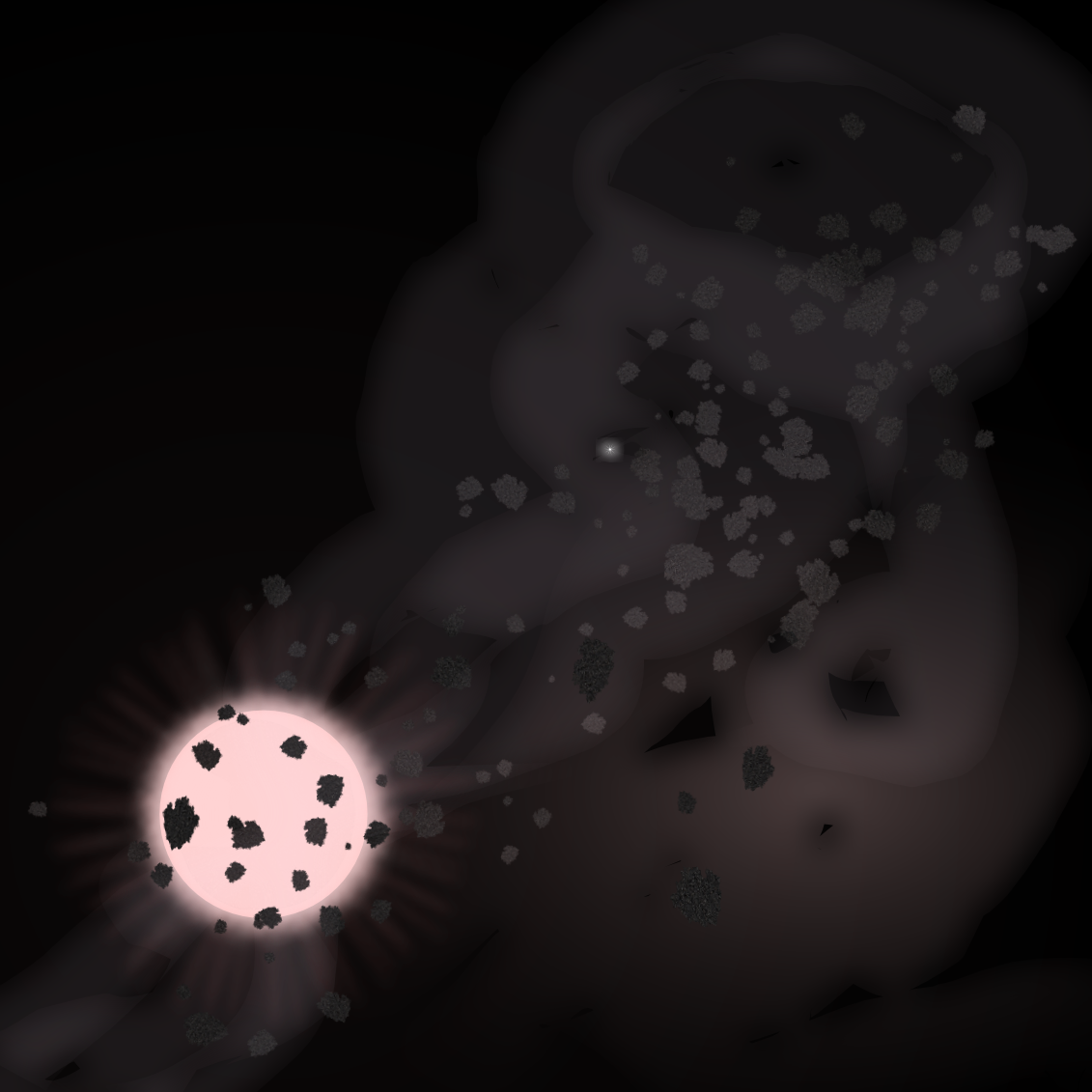
ネメシスと、軌道を変えられた小天体の想像図

ネメシス仮説は、太陽に伴星が存在するのではないかという説。
リチャード・ミューラーが著書『恐竜はネメシスを見たか』などで提唱した、2600万年周期で太陽を回る伴星。2600万年ごとにオールトの雲を乱し、太陽系に彗星が無数に飛来することにより恐竜などの大量絶滅が起きたとされる。
赤色矮星もしくは褐色矮星であるため非常に暗いが観測は可能であるとされる。にもかかわらず見つからないのは単に大きな固有運動を行う恒星であると見なされているからであると説明する。公転周期が大きすぎるため、他恒星の重力の影響で存在できないとも言われている。広域赤外線探査衛星 (WISE) による全天観測の結果、2014年に存在しないとの報告がなされている。

### 仮説上の系外惑星
ピート・ファンデカンプは、アストロメトリー的観測に基づいてバーナード星の惑星の存在を1936年から主張していた。惑星の公転周期は25年とされ、一時期その存在はかなりの信憑性を持って語られていたが、さらなる観測により1970年代までに否定された。ファンデカンプの時代には他にもいくつかの系外惑星の発見が報告されていたが、その後の観測によりいずれも誤認であることが判明した。

### 人工的な電波源

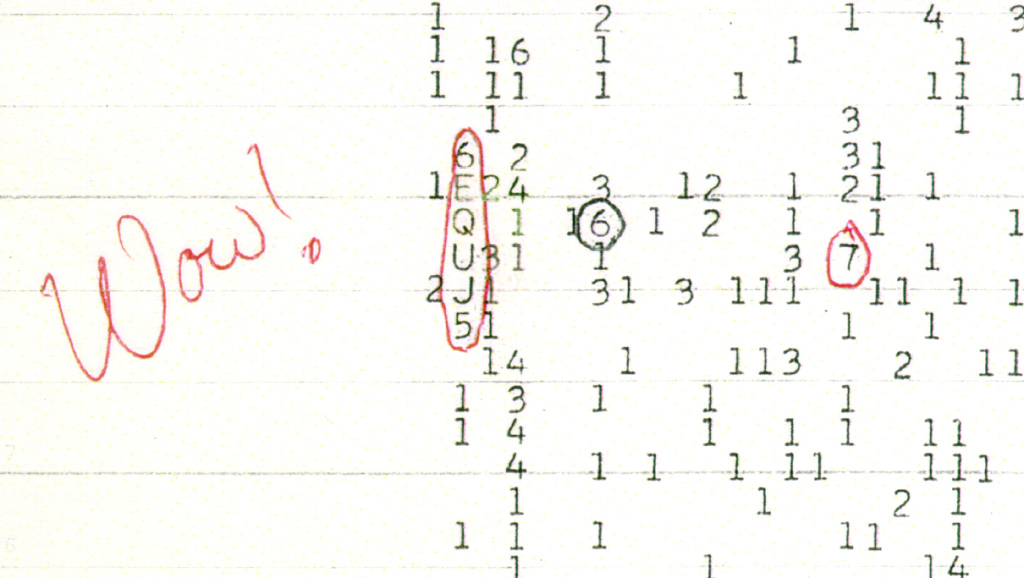
Wow!の観測記録

地球外知的生命体探査 (SETI) とは観測天文学的に言えば、ある種の特徴的な電波を発する電波天体の捜索である。この「天体」の存在は1960年ごろから予想されているが、現在にいたるまで、確実な発見はない。
唯一の例外かもしれないものは、1977年、オハイオ州立大学のビッグイヤー電波望遠鏡が短時間だけ観測した未知の強い電波源、Wow! シグナルである。ただし、観測は1回きりで、再観測は成功していない。

### グレート・アトラクター
銀河系近傍の銀河の動きの観測により、銀河系から2億光年の位置にグレート・アトラクター (英語: Great Atractor) と呼ばれる重力源が見つかっている。非常に大規模な銀河団があると予想されているが、直接観測は困難とされる。

## 太陽系生成論上の仮説

### 第5惑星
| 天体    | n   | 距離 / au | 距離 / au |
| 天体    | n   | 法則      | 実際      |
| ------- | --- | --------- | --------- |
| 水星    | －∞ | 0.4       | 0.39      |
| 金星    | 0   | 0.7       | 0.72      |
| 地球    | 1   | 1.0       | 1.00      |
| 火星    | 2   | 1.6       | 1.52      |
| 第5惑星 | 3   | 2.8       |           |
| 木星    | 4   | 5.2       | 5.20      |
| 土星    | 5   | 10.0      | 9.54      |
| 天王星  | 6   | 19.6      | 19.19     |

小惑星帯の起源として「第5惑星」が仮定されることがある。ここでの第5惑星とは、現実の太陽系第5惑星木星のことではなく、その手前の、火星と木星の間にある小惑星帯がかつてひとつの惑星であったとする仮説である。
火星軌道と木星軌道の間は、ティティウス・ボーデの法則の n = 3 の位置に当たるため、かねてから惑星の探索が行われた。結局見つかったのはケレスをはじめとする小惑星であったため、かつてこれらはひとつの惑星だったのではないかという説が立てられた。しかし小惑星帯にある小惑星をすべてあわせても地球の月の1/35程度しかなく、現在では木星の重力の影響で惑星になることができなかった微惑星の名残りと考えられている。たとえこの位置に小規模の惑星があったとしても、太陽系の創成期にあたる数十億年以上前であろう。
また、後期重爆撃期を説明するために、やはり火星と木星の間に惑星が仮定されることがある。この惑星は、提唱者チェンバーズ (John Chambers) とリサウアー (Jack Lissauer) により Planet V と名づけられた。
この第5惑星は火星と小惑星帯の中間の軌道を持ち、当初は円軌道を周回していたが、太陽系形成後数億年に軌道が不安定化し、地球をはじめとする岩石惑星やその衛星への小天体の衝突が頻発する時代（後期重爆撃期）を招いたとされる（詳細は後期重爆撃期#第5惑星説を参照）。

### テイア
月の形成を説明する仮説の1つ、ジャイアント・インパクト説において、地球に衝突したとされる天体（原始惑星）を、ギリシャ神話のテイアーからテイア (Theia) と呼ぶことがある。この天体は地球の半分程度の直径を持ち、衝突時に地球周回軌道に破片を巻き上げ、月の形成の原因になったとされる。

### その他の原始惑星
テイアの他にも、以下のような原始惑星を想定する仮説がある。
- 水星のマントルが極めて薄いのを、原始惑星の衝突によってマントルが吹き飛ばされたと説明する仮説。
- 火星の北半球と南半球の地形が大きく異なるのを、北極に衝突した原始惑星による巨大クレーターが北半球を覆っていると説明する仮説。
- 天王星自転軸の大きな傾きを、原始惑星の衝突によるモーメントで説明する仮説。
- 冥王星の衛星カロンの存在を、地球に起きたものと同様のジャイアント・インパクトで説明する仮説。

### 破壊された衛星・彗星

クロイツ群の分裂

土星の輪は、数百万年以上の時間スケールでは安定でないため、衛星が比較的最近破壊されて生まれたとする仮説がある。
木星の衛星はいくつかの「群」に分類されるが、ヒマリア群・アナンケ群・カルメ群・パシファエ群の衛星はそれぞれ軌道に共通点が多く、かつてはそれぞれ1つの大型衛星だったのが破壊されたと考えられている。
彗星にも、クロイツ群など、かつては1つの彗星だったと考えられるグループがある。

## 神秘学・占星術などの仮説

### 反地球

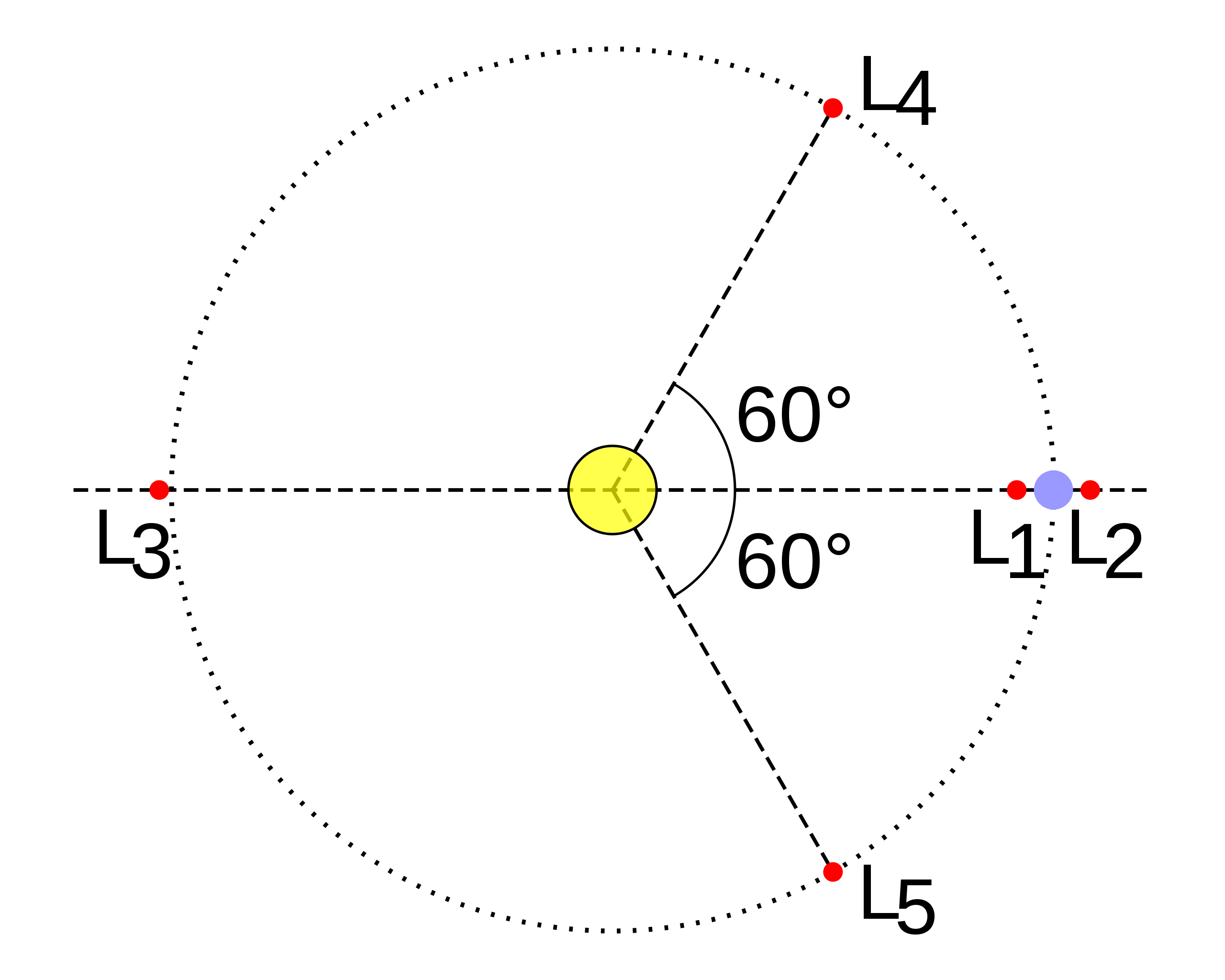
地球の反対側のL3

反地球仮説は、地球と同じ軌道上の、太陽をはさんだ反対側のラグランジュ点L3に惑星が存在するのではないかという説。
10を聖なる数とするピュタゴラス学派により、（土星までの地球を含む6惑星、太陽、月、恒星天に加えるべき）10番目の天体として仮想された。
この仮説は月の裏側と同じで地球から観測できない盲点であるという発想から生まれた説だが、実在すれば重力で地球近傍小惑星や彗星などの軌道に影響を与えるため、それらが観測されないことから存在は否定されている。

### ニビル/氷惑星
第10番以降の惑星のうち、普段は冥王星の外にありながら、小惑星帯や地球にまで迫る極端な楕円型の軌道を持つもの。代表格はニビルと氷惑星である。このような軌道をとる天体として長周期彗星やダモクレス族と呼ばれる小惑星が実在するが、惑星クラスの天体については他の惑星に及ぼす重力の影響が観測されないことから、存在は否定されている。
ニビルとティアマトの伝説は、作家の学者ゼカリア・シッチン (Zecharia Sitchin) らがバビロニア神話の遺跡の文言を解読して提唱した説。3600年周期の楕円軌道で太陽をまわる惑星で、アヌンナキという知的生物が住むという惑星ニビルは、第5番惑星ティアマトに自らの衛星を衝突させ、ティアマトを崩壊させたとされる。ハインリヒ・シュリーマンによって実在しないと考えられていたギリシア神話に登場するトロイア遺跡の発掘以降、神話の出来事を実在したものと解釈する風潮がおき、その極論によって考え出されたものである。シッチンの説は偏向的で多くの矛盾や誤りを意図的に無視しており、科学的・考古学的には全く価値のないものである。終末論やドゥームズデー・カルトで人気があり、近しい将来に人類を滅亡させるなどの設定で度々登場する。
氷惑星仮説は、地球にまで迫る軌道を持つ惑星により、地球に水や生命がもたらされたとする説。高橋実が著書『灼熱の氷惑星』で提唱した。

### ラーフとケートゥ
インド占星術では従来知られていた七曜星のほかにラーフ（羅睺星、らごうせい）とケートゥ（計都星、けいとせい）という2つの惑星を想像して九曜星としている。これらは黄道上にあるので見えず、日食や月食を引き起こすと考えられていた。インド神話によれば、ラーフはもともと複数の首と尾を持つ蛇（あるいは竜）であったとされるが、乳海攪拌の際にアムリタをこっそりと飲み、これを知ったヴィシュヌのチャクラによって胴体を2つに引き裂かれ、上半身が暗黒星ラーフ、下半身が彗星ケートゥになったといわれる。
ラーフ（羅睺星 / 黄幡星 / ドラゴンズヘッド）
九曜の1つ。インド神話やヒンドゥー教、仏教などによれば日食や月食を引き起こす謎の暗黒星。
インド占星術では黄道と白道の交点のうち、月が南から北へ通過する点にある惑星とされる。
ケートゥ（計都星 / ドラゴンズテイル）
九曜の1つ。インド神話やヒンドゥー教、仏教などによれば彗星あるいは流星とされるが、他の九曜と同じく惑星として扱われる。
インド占星術では黄道と白道の交点のうち、月が北から南へ通過する点にある惑星とされる。

### 太歳
古代中国の天文暦学では、便宜上、木星の鏡像となる仮想の惑星「太歳」（たいさい）を設定していた。

## 仮説上の天体分類
以上は、ある特定の天体が存在するという仮説だったが、ここでは、あるカテゴリに分類される天体が存在する（あるいは存在しうる）と言う仮説をあげる。

### 惑星

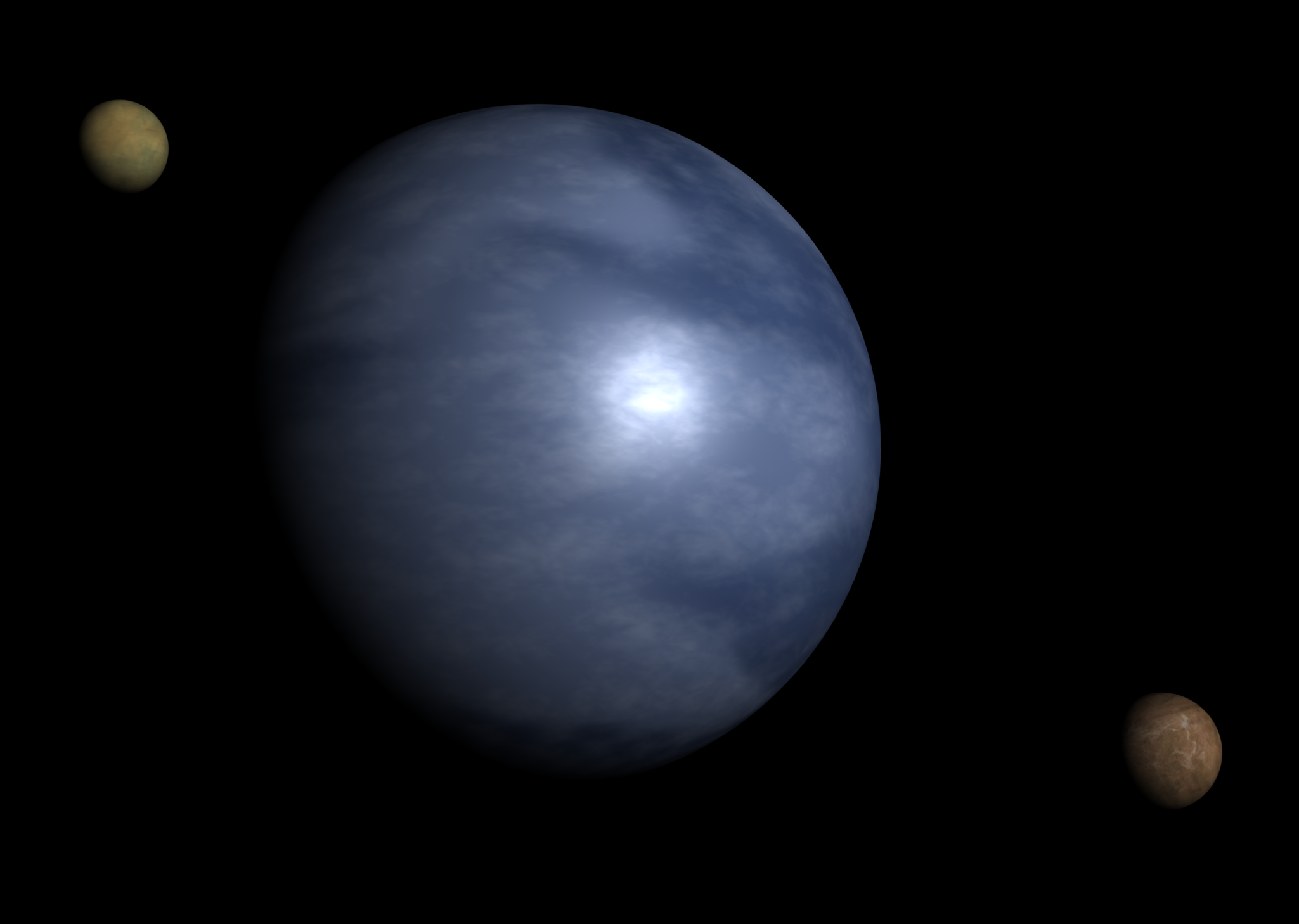
海洋惑星の想像図

海洋惑星 (ocean planet)
表面が完全に海で覆われた惑星。
砂漠惑星 (Desert planet)
表面が完全に砂漠で覆われた惑星。
炭素惑星 (carbon planet)
地殻がグラファイトやダイヤモンドでできた惑星。
クトニア惑星 (Chthonian planet)
木星型惑星の外層が剥がれ、固体核が露出した惑星。
トロヤ惑星 (Trojan planet)
巨大惑星のラグランジュ点（L4またはL5）を公転する惑星。
コア無し惑星 (coreless planet)
中心部に金属質のコアを持たない岩石惑星。

### 恒星
種族IIIの恒星 (population III star)
宇宙で最初に生まれた、金属元素をまったく含まない恒星。
ダイソン球 (Dyson sphere)
恒星を覆う人工的な球殻。非常に明るい赤外線天体として観測されると予言されている。
ソーン-ジトコフ天体 (Thorne–Żytkow object)
赤色巨星や赤色超巨星の核に中性子星が含まれている恒星。
Quasi-star
中心にブラックホールを含んだ宇宙の初期に存在していたと予言されている恒星。

### ブラックホール

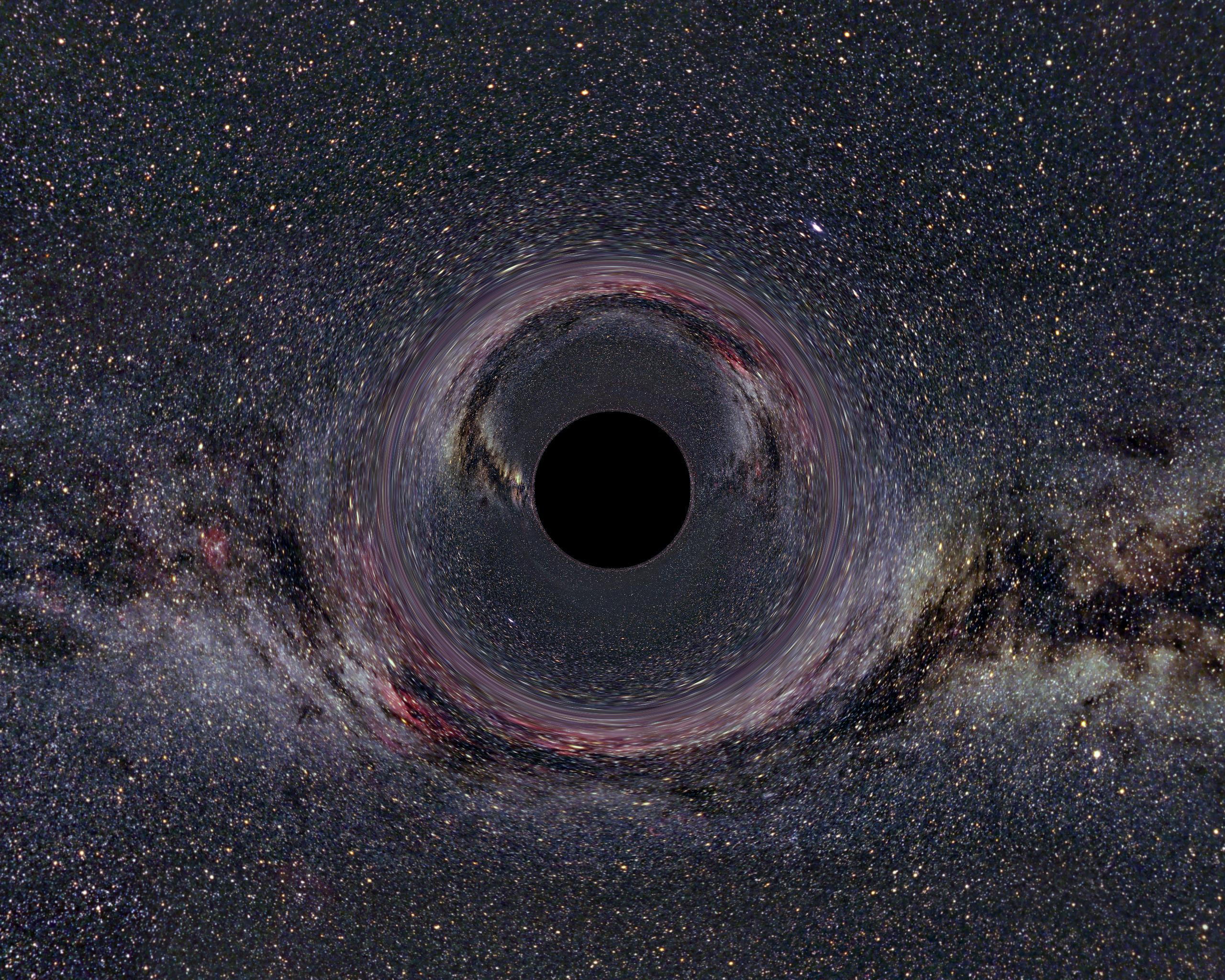
ブラックホールの直接観測の想像図

dark energy star
ダークエネルギーを吸い込んでいるブラックホール。
super-extreme Kerr object
非常に自転が速いカー・ブラックホール
マイクロブラックホール (micro black hole)
量子サイズの微小なブラックホール。質量は小惑星程度。
原始ブラックホール (primordial black hole)
ビッグバン直後の高密度な宇宙での密度ゆらぎから形成される可能性のあるブラックホール。

### コンパクト星など

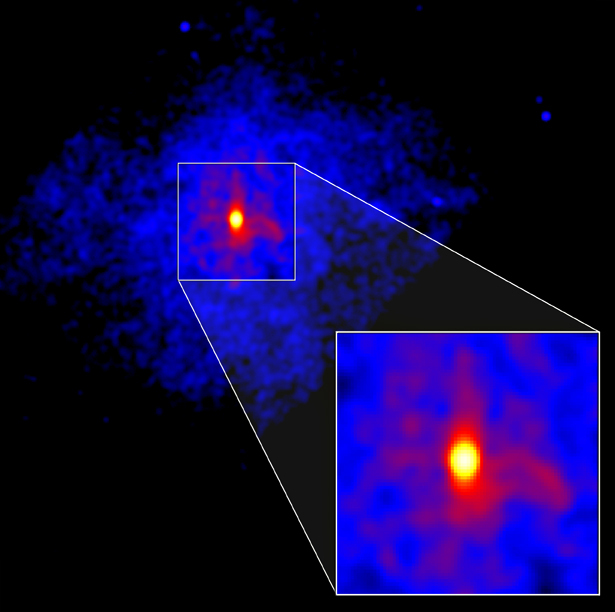
クォーク星の候補 3C 58

Qスター
超対称性粒子などを含む中性子星。
クォーク星 (quark star)
ストレンジレット（核子を構成しないクォーク塊）でできた天体。
黒色矮星 (black dwarf)
冷え切った白色矮星。現在はまだ存在しないと推測されている。
gravastar
ブラックホールに似るが特異点を持たない。
preon star
プレオンでできた天体。
ボソン星 (boson star)
ボソンでできた天体。
ホワイトホール (white hole)
ブラックホールの逆の性質を持つ天体。
MECO (magnetospheric eternally collapsing object)
ブラックホールに似るが非常に強い磁場を持つ。ブラックホールと思われている天体だが実際にはMECOかもしれない。